# György Csányi
György Csányi  (né le 7 mars 1922 à Budapest et mort le 13 décembre 1978 dans la même ville) est un athlète hongrois, spécialiste du sprint.

## Carrière
Il remporte la médaille de bronze du relais 4 × 100 m lors des Jeux olympiques de 1952, à Helsinki, aux côtés de László Zarándi, Géza Varasdi et Béla Goldoványi, l'équipe de Hongrie s'inclinant avec le temps de 40 s 5 face aux États-Unis et à l'URSS.
Cette même équipe s'adjuge le titre du relais 4 × 100 m des Championnats d'Europe de 1954, à Berne, en 40 s 6, devant le Royaume-Uni et l'URSS.

### Palmarès
| Date | Compétition           | Lieu     | Résultat | Épreuve   |
| ---- | --------------------- | -------- | -------- | --------- |
| 1948 | Jeux olympiques       | Londres  | 4e       | 4 × 100 m |
| 1952 | Jeux olympiques       | Helsinki | 3e       | 4 × 100 m |
| 1954 | Championnats d'Europe | Berne    | 1er      | 4 × 100 m |

### Records
| Épreuve | Performance | Lieu | Date |
| ------- | ----------- | ---- | ---- |
| 100 m   | 10 s 5      |      | 1952 |